# Автомагістраль D2 (Словаччина)
Автомагістраль D2 — (словац. diaľnica) — автомагістраль у Словаччині. Яка з’єднує чеський кордон у Кутах з угорським кордоном у Чуново, проходячи через (упорядковано з півночі на південь) Малацки, Братиславу та Яровце. Вона є частиною європейських шляхів E65 і E75 і Пан'європейського коридору IV. Будівництво 80 км автомагістралі почалася в 1969 році і була завершена в 2007 році. Це єдина повна магістраль у Словаччині.

## Історія
Перші плани автомагістралі D2 з’явилися в 1960-х роках, починаючи з акту чехословацького уряду в 1963 році про будівництво 117 км протяжністю автомагістралі від Брно до Братислави, з 58,4 км на території сучасної Словаччини. Будівництво почалося в квітні 1969 року, коли перша ділянка від Братислави до Малацьки була відкрита в листопаді 1973 року. У 1974 році будівництво також розпочалося на чеській стороні від Брно, причому обидва кінці автомагістралей з’єдналися 8 листопада 1980 року, в день, коли також було завершено будівництво автомагістралі D1 у чеській частині Чехословаччини, яка з’єднала три найважливіші міста Чехословаччини. країни ( Прага, Брно та Братислава). Новий запланований сегмент від Братислави до угорського кордону був доданий у 1987 році. Будівництво тривало будівництвом мосту Лафранконі в Братиславі та з’єднанням з розв’язкою автомагістралі D1 і тимчасовим кінцем у Петржалці в 1985 – 1991 роках, а після його відкриття будівництво зупинилося на п’ять років.
Станом на 2012 рік частина автомагістралі D2 все ще офіційно не завершена, оскільки вона була введена у тимчасове користування 12 років тому, а документи для легалізації ділянки шосе біля Яровце неможливо отримати через надмірний рівень шуму. Є плани розширити автомагістраль до шестисмугової з трьома смугами в одну сторону, і це має бути зроблено до 2033 року.